# Henryk Płóciennik
Henryk Kazimierz Płóciennik (ur. 5 marca 1933 w Łodzi, zm. 8 lipca 2020, tamże) – polski malarz i grafik.

## Życiorys
Syn Józefa i Marianny. Henryk Płóciennik nie ukończył żadnej szkoły związanej ze sztuką. Jego zainteresowanie malarstwem rozwinęło się gdy podczas wagarów szkolnych udawał się do Muzeum Sztuki w Łodzi, w którym w 1953 został zatrudniony przez dyrektora Mariana Mnicha w charakterze woźnego. W trakcie pracy podziwiał dzieła oraz potajemnie tworzył autorskie obrazy. Następnie pracował aranżując witryny sklepowe na ul. Piotrkowskiej, był pracownikiem Towarzystwa Przyjaźni Polsko-Radzieckiej. Następnie pracował jako grafik w Klubie Międzynarodowej Prasy i Książki – projektował plakaty związane z wydarzeniami. Pierwsza wystawa jego prac odbyła się w 1958. W 1962 został członkiem Związku Polskich Artystów Plastyków (ZPAP).
Swoje prace wystawiał na wystawach zagranicznych, zarówno w krajach europejskich: Belgii, Czechach, Danii, Francji, Hiszpanii, Holandii, Norwegii, Niemczech, Szwajcarii, Szwecji, Tunezji, Wielkiej Brytanii, Węgrzech, Włoszech i Rosji, a także na Filipinach, Japonii, Kanadzie, Kubie, Maroko, Meksyku, Urugwaju, Stanach Zjednoczonych i Wenezueli.
Właścicielami jego prac są liczne ośrodki kulturalne, w tym: Muzeum Narodowe w Warszawie, Zachęta – Narodowa Galeria Sztuki, Muzeum Sztuki w Łodzi, Muzeum Okręgowe w Bydgoszczy, Biblioteka Jagiellońska w Krakowie i Muzeum Sztuki Współczesnej w Skopju. Jego prace w swojej kolekcji ma Wiesław Ochman.
Zmarł 8 lipca 2020 w Łodzi, pochowany został 15 lipca 2020 na cmentarzu katolickim św. Wojciecha.

## Twórczość
Płóciennik był malarzem, rysownikiem oraz grafikiem, tworzył m.in. ekslibrisy. Jego twórczość stanowiła abstrakcję i była inspirowana m.in. sztuką 20-lecia międzywojennego, w szczególności konstruktywizmem, kubizmem i abstrakcją z tego okresu. Z czasem jego dzieła ewoluowały w kierunku dadaizmu i surrealizmu. W wyniku inspiracji wieloma stylami wykształcił indywidualny styl. W jego twórczości można wyróżnić zarówno obrazy złożone z geometrycznych kształtów, kobiece akty, linoryty, litografie, akwaforty i monotypie.

## Nagrody i odznaczenia
- II nagroda w II Ogólnopolskim Konkursie na Grafikę Marynistyczną w Malborku (1963)[8]
- Złoty Medal Ministra Kultury i Sztuki I stopnia na I Festiwalu Sztuk Pięknych w Warszawie (1966)
- Medal Honorowy za najlepsze prace w dziale grafiki na Dorocznej Wystawie Okręgu Łódzkiego Związku Polskich Artystów Plastyków w Łodzi (1968)
- Srebrny Medal na IV Międzynarodowym Biennale Exlibrisu w Malborku (1969)[9]
- I Nagroda na Festiwalu Sztuk Pięknych w Warszawie (1996)[5]
- Brązowy Medal „Zasłużony Kulturze Gloria Artis” (2014)
- Złoty Medal „Zasłużony Kulturze Gloria Artis” (2020)[10]
- Odznaka „Za Zasługi dla Miasta Łodzi”[11]